# Hôtel d'Étancourt
L'hôtel d'Étancourt est un hôtel particulier situé à Rouen, en France.

## Localisation
L'hôtel d'Étancourt était situé dans le département français de la Seine-Maritime, sur la commune de Rouen, au 73 rue du Gros-Horloge. Une façade a été remontée au 97, 99 rue d'Amiens en 1966.

## Historique
Les façades sur la cour d'Étancourt sont inscrites au titre des monuments historiques en 1933.